# P-8 Poseidon
P-8 Poseidon (укр. «Поса́йдон») — патрульний та протичовновий літак, розроблений за програмою багатоцільового морського літака (англ. multimission maritime aircraft, скор. MMA) для заміни Lockheed P-3 Orion. 
Призначений для виявлення і знищення підводних човнів противника в районах патрулювання, розвідки, участі в протикорабельних і рятувальних операціях — як в прибережних районах, так і у Світовому океані. В основі лежить конструкція оновленого лайнера Boeing 737—800, від прабатька його відрізняє крило зі скошеними кінцями крил замість вінглетів.

## Конструкція

### Авіоніка

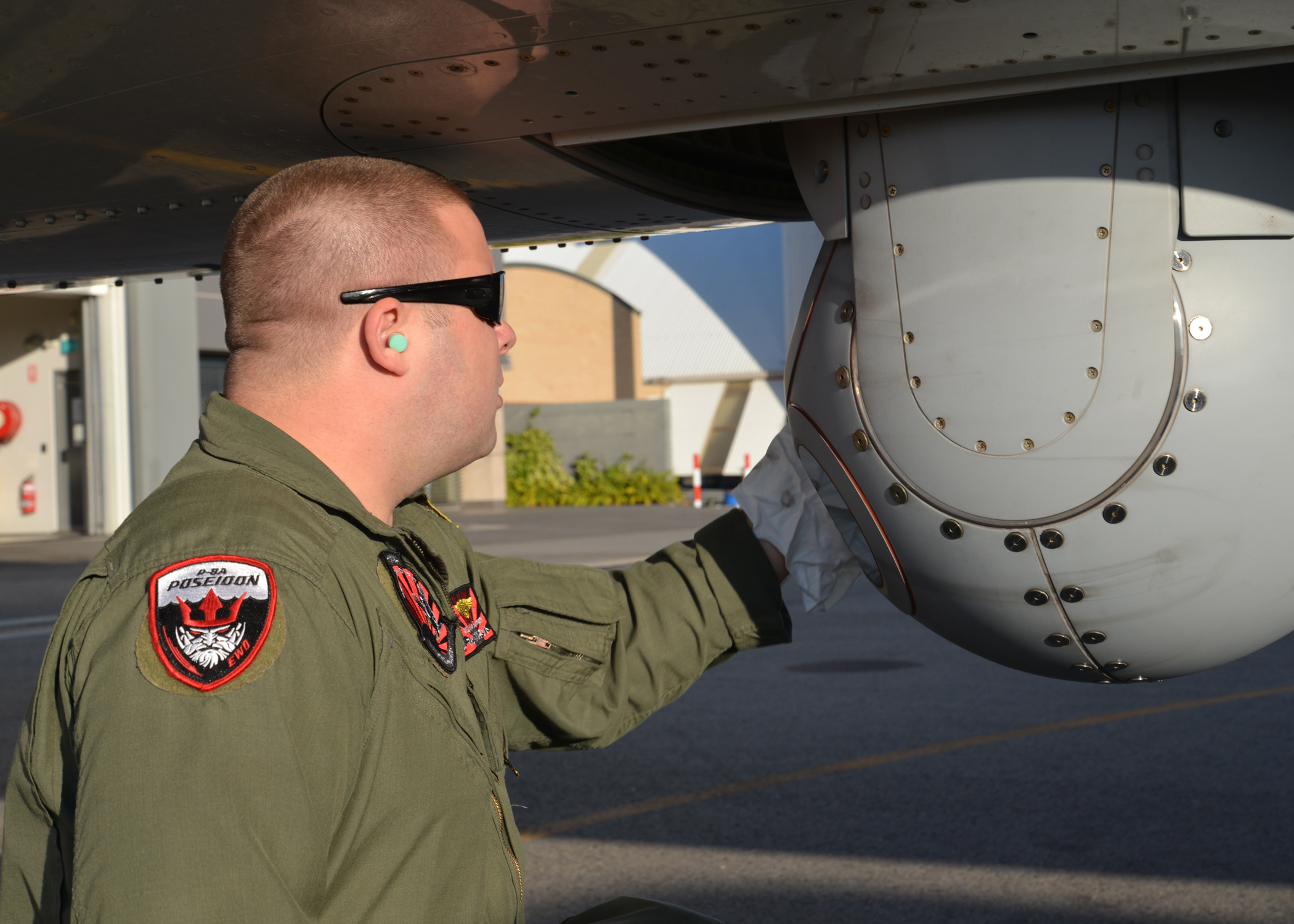
Підготовка до вильоту, оператор радіоелектронної розвідки очищає лінзу камери

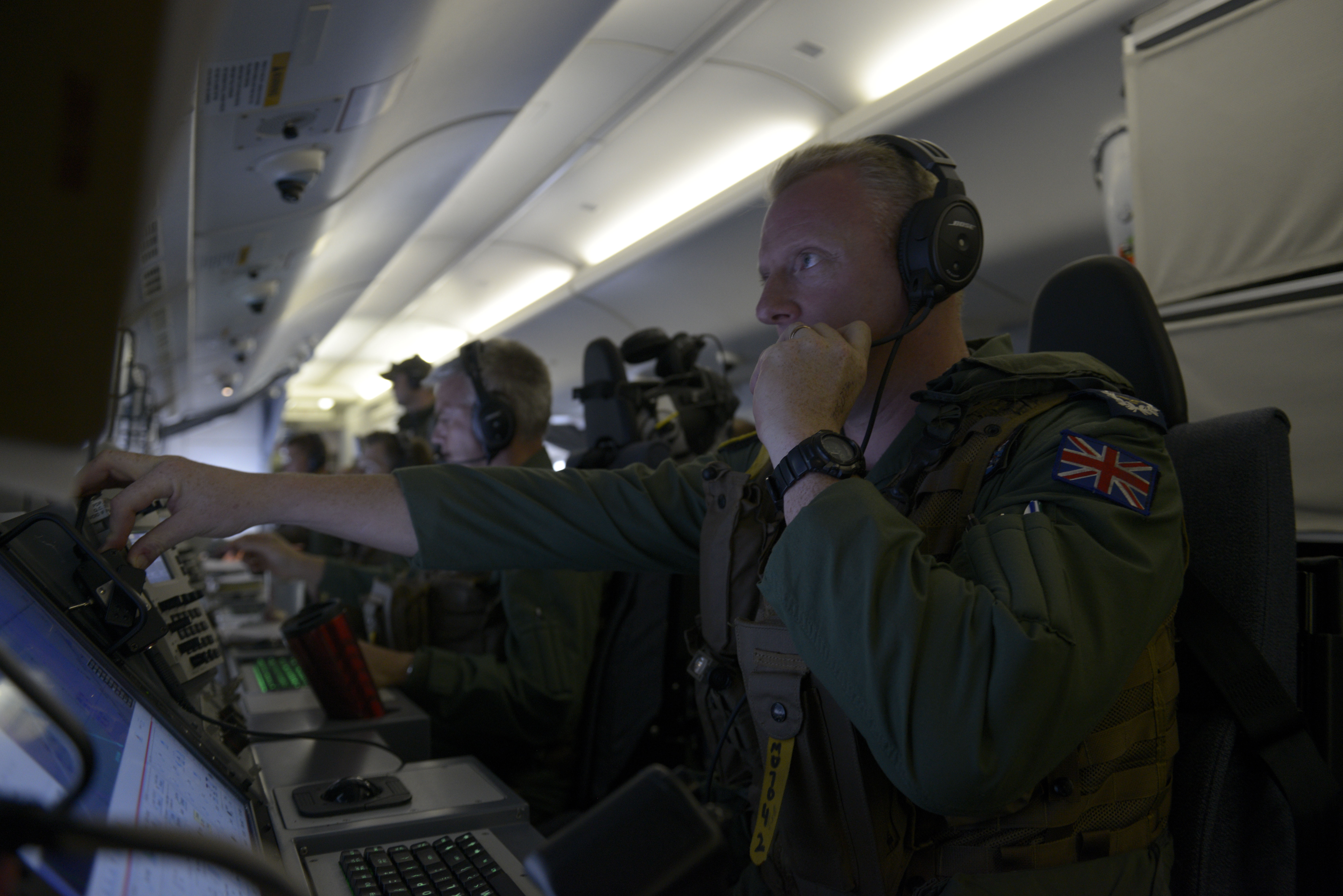
16 операторів перед екранами терміналів на борту P-8A Посейдон

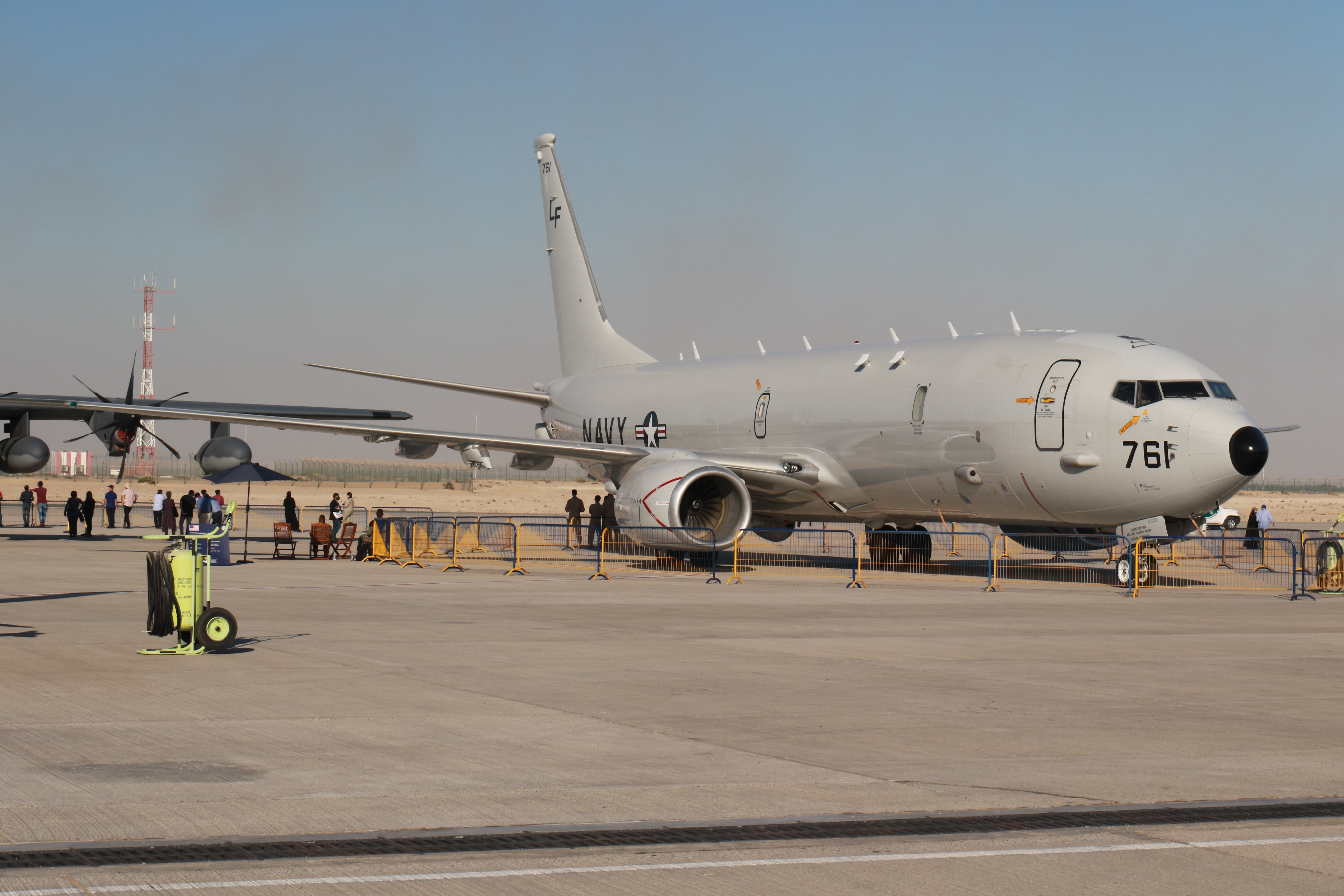
Boeing P-8 Poseidon на Dubai Airshow 2021

- Raytheon APY-10 — багатоцільовий наземний пошуковий радіолокатор
- Набір електронних заходів підтримки — AN / ALQ-240
- Просунутий радіолокатор пошуку поверхні повітряного судна із SIGINT-модулем.

### Озброєння
Boeing P-8 Poseidon може нести до 9 тонн озброєння, має 5 внутрішніх та 6 зовнішніх точок підвіски, для різних типів озброєння (AGM-84 Гарпун, Mark 54 (торпеда), морські міни, авіабомби)

## Модифікації

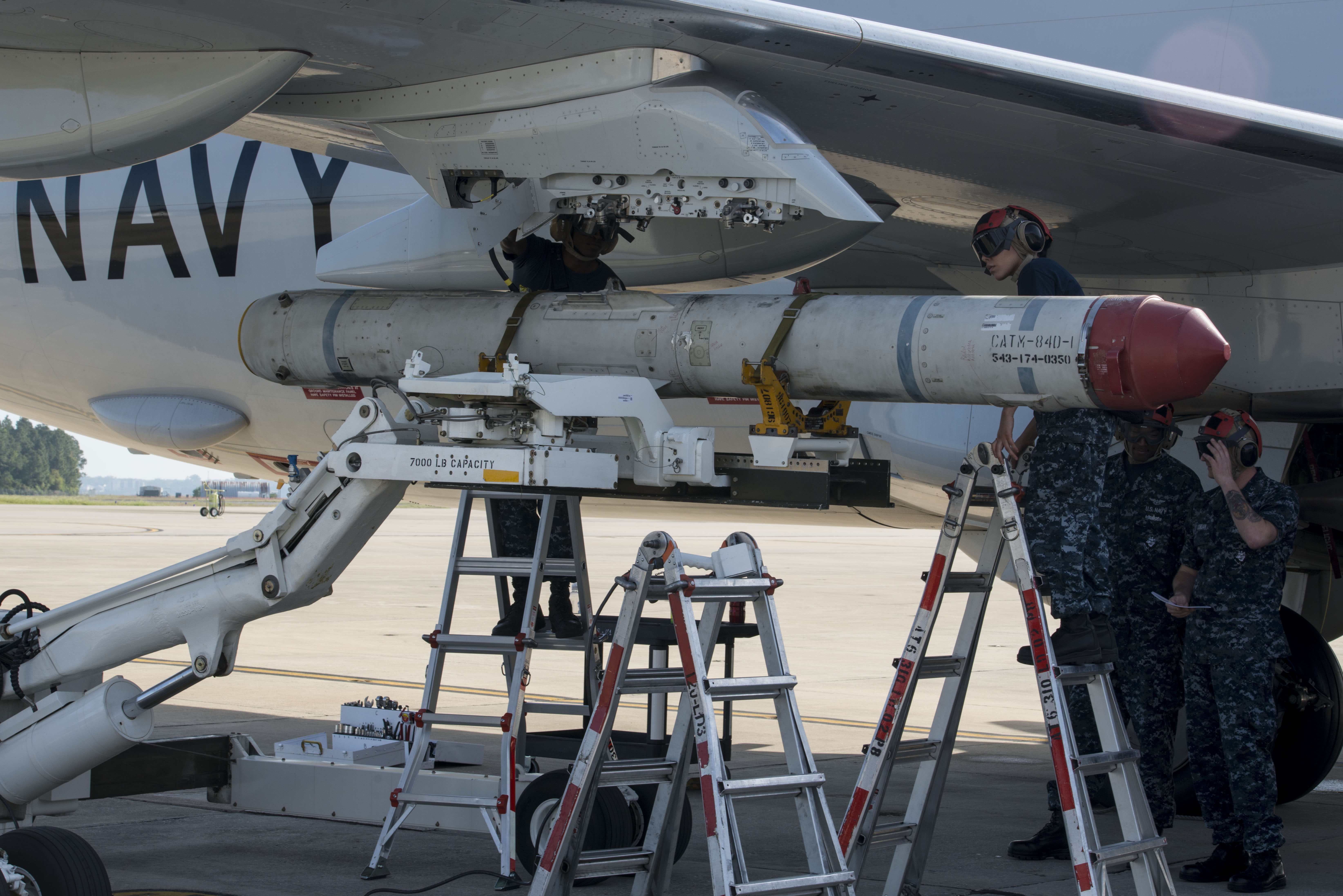
Американські техніки підвішують ракету AGM-84K до літака VP-30 P-8A

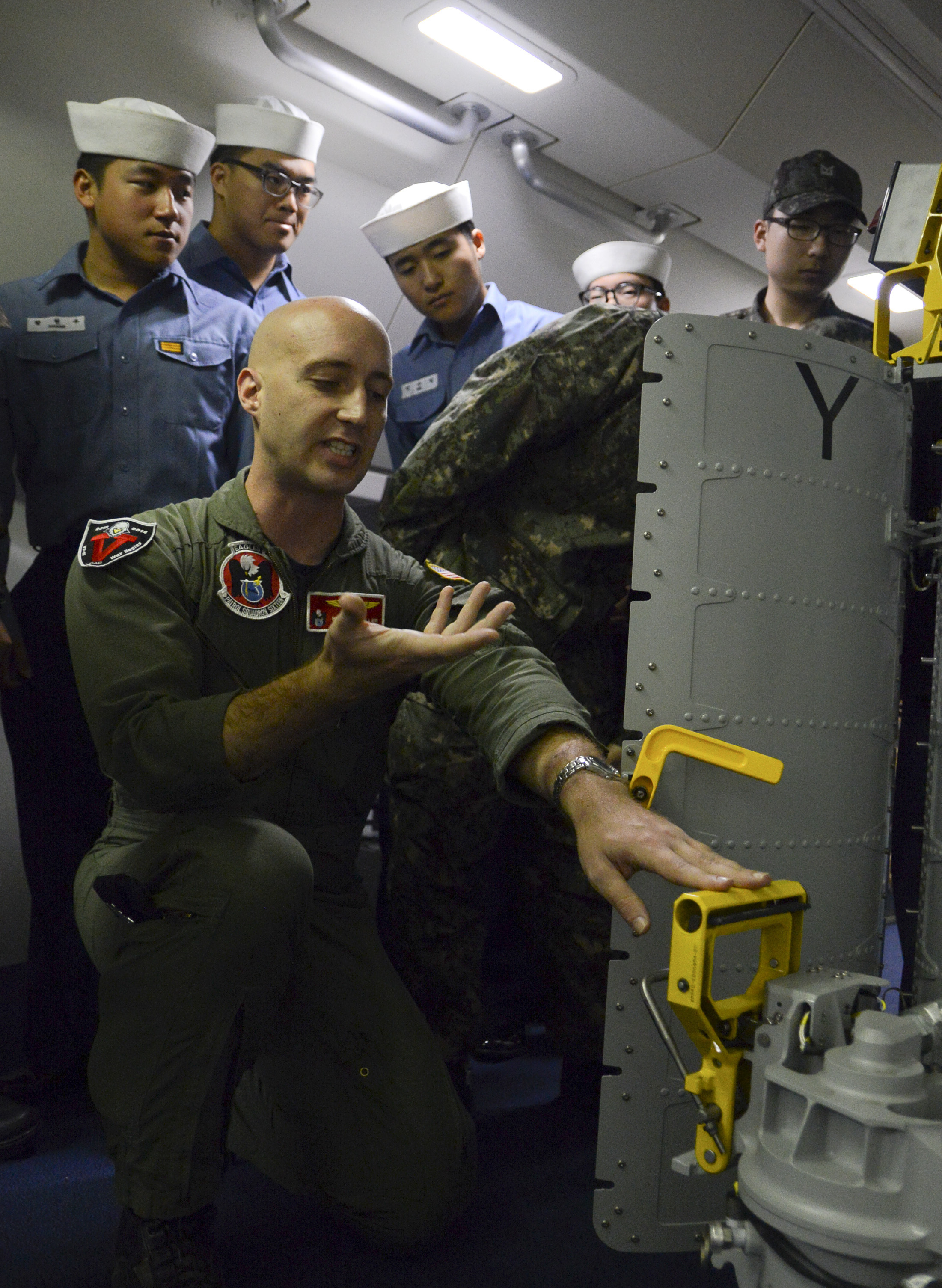
Член екіпажу P-8A інструктує корейських військових про те, як з борту скидаються гідроакустичні буї.

- Член екіпажу P-8A інструктує корейських військових про те, як з борту скидаються гідроакустичні буї. P-8A Poseidon — розроблений для ВМС США на базі авіалайнера Боїнг-737-800ERX[2];
- P-8I Neptune — адаптована під вимоги ВМС Індії версія P-8A Poseidon, що включає ряд систем, розроблених та вироблених в Індії. Озброєний протикорабельними ракетами Harpoon, протичовновими торпедами Mk. 54 та бомбами Mk. 82.

## Тактико-технічні характеристики
Технічні характеристики
- Екіпаж: 9 (2 пілоти, 7 операторів)
- Довжина: 39,47 м
- Розмах крила: 37,64 м
- Висота: 12,83 м
- Площа крила: 133,59 м²
- Маса порожнього: 41 434 кг
- Максимальна злітна маса: 85 820 кг
- Маса палива у внутрішніх баках: 34 096 кг
- Силова установка: 2 × ТРДД CFM International CFM56-7B
- Тяга: 2 × 120 кН

Літні характеристики
- Максимальна швидкість: 907 км/год
- Крейсерська швидкість: 815 км/год
- Швидкість патрулювання/пошуку: 333 км/год на висоті 60 м
- Бойовий радіус: 3 700 км
- Перегінна дальність: 8 300 км (4500 миль)
- Практична стеля: 12 500 м